# Лёшнер, Йозеф Вильгельм фон
Йозеф Вильгельм фон Лёшнер (нем. Josef Wilhelm Freiherr von Löschner, чеш. Josef Vilém z Löschneru; 7 мая 1809, Кадань, Королевство Богемия — 19 апреля 1888, Велихов, Королевство Богемия) — австрийский медик.

## Биография

### Юность и образование
Отец Лёшнера был пригородным мельником и владельцем фермы, однако умер очень молодым. Юный Йозеф был умным ребёнком, поэтому ему разрешили посещать школу уже в четырёхлетнем возрасте.
В 1819 году он поступил в пиаристскую гимназию в Кадани. Там он был самоуверенным молодым человеком, очень критично относился к тамошним педагогическим методам, однако первые четыре курса он окончил с отличием. Уже в 1825 году он сдал вступительные экзамены и поступил на философский факультет Университета Карла-Фердинанда в Праге. Он думал стать священнослужителем, но передумал и в 1827 году перевелся на медицинский факультет. В 1834 году окончил университет, после чего несколько лет проработал в Праге полицейским врачом и фельдшером в клинике, а также начал писать для медицинских журналов. За свою жизнь он опубликовал десятки статей и исследований, а также ряд книг.

### Врачебная практика
С большой отдачей он собирал средства на создание современной детской больницы в Праге. Значительный вклад в её создание внесло чешское дворянство и император Фердинанд I. В 1854 году на Карловой площади в Новом городе Праги была открыта детская больница имени Франца Иосифа, которую Лёшнер возглавлял и частично содержал её на собственные средства.
С 1849 года стал университетский профессором, с энтузиазмом посвятил себя чтению лекций по педиатрии и просветительской деятельности среди врачей и населения. В период с 1849 по 1850 год был деканом медицинского факультета. В то же время он также выступал в качестве личного врача отрекшегося императора Фердинанда I, позднее композитора Бедржиха Сметаны.
Однако в 1850-х годах он все больше обращал свое внимание на бальнеологию, современную концепцию курортов, которая в то время вновь сформировалась как область науки. Начиная с 1846 года он публиковал работы о различных курортах и минеральных источниках Чехии, популяризируя их и идею курортного лечения в целом. Отдельные сочинения Лёшнера посвящены водам Карлсбада, Гиссхюбля, Билина, Иоганнисбада, Течена, Кёнигсварта, Теплица и других. Поэтому он путешествовал не только по чешским курортам, но также посетил Моравию, Венгрию, Штирию и Тироль, Северное и Балтийское моря, а также несколько раз посетил Италию. В 1860 году австрийское правительство предложило ему принять участие в реформе системы здравоохранения, которой он посвятил несколько лет. В 1862 году в качестве богемского губернского врачебного советника участвовал в организации съезда естествоиспытателей и врачей в Карловых Варах. Шестьсот из них приехали не только из Австрии и Германии, но и из Великобритании, Франции, Шведско-норвежской унии, России, Америки и Африки. Ян Эвангелиста Пуркине также прибыл из Праги. Позже Лёшнер даже был избран ректором Университета Карла-Фердинанда в Праге на 1862—63 учебный год и, таким образом, автоматически мог заседать в Богемском ландтаге. Где среди прочего, протолкнул новое законодательство в области курортов и реформу некоторых медицинских учреждений.
В 1863 году вернулся в родной город. Здесь поддержал создание местного приюта и местного благотворительного общества, восстановил полуразрушенную церковь святой Анны и основал на земле напротив парк, который сегодня носит его имя. Однако, когда в 1864 году умерла его мать, он решил покинуть родной город. В том же году он купил имение и замок в Велихове. Этот замок на границе Доуповских холмов и Рудных гор, стал его главной резиденцией.
В период с 1865 по 1868 год был личным врачом императора Франца Иосифа I. В то же время тот часто ездил в Вену, в 1865 году был назначен чиновником в области здравоохранения венского государственного министерства, занимался реформой здравоохранения и восстановлением курортов. Также сотрудничал с медицинским факультетом Венского университета. Во время австро-прусской войны в 1866 году, императорским указом он был назначен начальником венских госпиталей, где лечились тысячи раненых. Был на пределе своих сил и поэтому поехал на лечение в Карловы Вары.

### Личная жизнь
Вышел в отставку в 1869 году, а год спустя женился в Велихове на Анне Машковой из Маасбурга, известной своей благотворительностью. В 1870 году за заслуги перед императорской семьей и страной он был возведен в ранг дворянина.
Лёшнера связывала глубокая дружба с предпринимателем и филантропом Генрихом Маттони, который владел курортом в соседней Киселке и экспортировал местную минеральную воду. Лёшнер, который сам активно поддерживал курортную индустрию, выступал в качестве его главного эксперта-консультанта.

### Смерть
Скончался 19 апреля 1888 года и был похоронен в семейной усыпальнице в Велихове. Усыпальница украшена его гербом, на котором изображен пеликан, кормящий своих детенышей собственной кровью, и личным девизом «Semper paratus» («Всегда готов»). На похоронах, состоявшихся 24 апреля 1888 года, присутствовало семьсот человек со всей империи. В том числе делегация из Кадани, во главе с мэром Рейфом и губернатором Блашко, которых сопровождал отряд снайперов города Кадань.

## Награды
- Рыцарский крест ммператорского австрийского ордена Франца Иосифа.
- Королевский венгерский орден Святого Стефана.
- Орден Святого Иосифа (Великое герцогство Тосканское).